# 赤間清人
赤間 清人（あかま きよと、1981年度 - ）は、日本で活動するミュージカル俳優である。宮城県仙台市出身。劇団四季所属。

## 来歴
宮城県仙台第三高等学校時代は演劇部に所属し、東北学院大学卒業後は地元仙台市を拠点に舞台活動をしていた。2006年に劇団四季オーディションに合格し劇団四季へ入団する。ジーザス・クライスト＝スーパースターのアンサンブル役が初舞台出演となり、以降数多くの作品に出演している。2015年10月25日に日本上演20周年を迎えた美女と野獣仙台公演ではご当地キャストとしてルフウ役で出演していた。

## 主な出演作品
- ジーザス・クライスト＝スーパースター（アンサンブル）
- 美女と野獣（アンサンブル、ルフウ）
- ユタと不思議な仲間たち（ゴンゾ、新太）
- ミュージカル南十字星（ニルワン）
- リトルマーメイド（セバスチャン）
- ライオンキング（アンサンブル）
- エビータ（アンサンブル）
- バケモノの子（蓮の父）
- エルコスの祈り（セールスマン）